# Mauerkammergrab von Hornsömmern

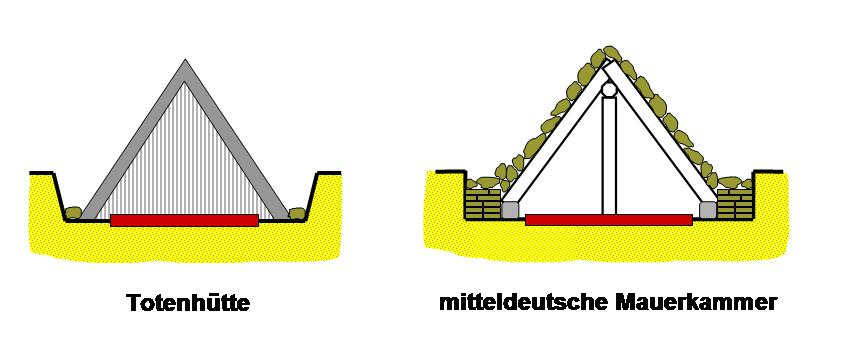
Totenhütte (Bohlenkammer) und Mauerkammergrab

Das Mauerkammergrab von Hornsömmern im Unstrut-Hainich-Kreis in Thüringen wurde im Jahr 1886 beim Tiefpflügen westlich der Landstraße L2090 nach Rohnstedt entdeckt und von Gustav Reischel (1858–1932) untersucht.

## Beschreibung
Die Nordwest-Südost-orientierte, durch eine Mauer zweigeteilte Kammer des etwa 0,6 m eingesenkten Mauerkammergrabes aus Trockenmauerwerk, war etwa 4,0 × 3,0 m groß. Außergewöhnlich ist ein Steinkreis von etwa 7,0 m Durchmesser, der an die Trennwand zwischen beiden Kammern ansetzte und die kleinere umschloss. Im Südosten des Steinkreises lag eine große Steinplatte aus Muschelkalk direkt auf dem Erdboden auf. Der im Steinkreis gelegene Kammerteil war in dieser Ebene durch eine zweite Steinreihe markiert. Die Kammer war gepflastert. Über dem Grabraum lagen die Reste einer herabgefallenen Steinabdeckung, die vermutlich die hölzerne Dachkonstruktion bedeckte. Brandspuren, Asche und Holzkohle belegen einen intensiven Brand.
Im nordwestlichen Kammerteil waren gemäß den Schädelresten mindestens 15 Individuen über- und durcheinander ohne Beigaben bestattet.
Im südöstlichen Kammerteil lagen Reste von mindestens drei Personen. Zwei davon lagen entgegengesetzt übereinander in Längsrichtung der Kammer, während der Leichenbrand eines Kindes in der nordwestlichen Ecke unter einer Trommel lag. Diese wies Schnurösen zur Befestigung des Trommelfells auf. Sie ist eine der am besten erhaltenen Trommeln dieser Zeit aus dem mitteldeutschen Raum. Sie ist 25 cm hoch und oben gerade abgeschnitten, mit einem Durchmesser von 22 cm.
Auf und in der Nähe der Steinplatte im Steinkreis lagen die Scherben von mindestens zwölf Gefäßen, darunter eine weitere Trommel mit kleinen Zapfen zur Befestigung des Trommelfells. Vielleicht diente die Platte der Zerscherbung von Opfergegenständen.

## Einordnung
Die Keramik und der Grabbau gehören der Walternienburg-Bernburger Kultur an. Die Gesamtanlage erscheint als eine Einheit, die die Anlage als Bestattungsplatz mit dazugehöriger Opferstätte ausweist.